# Славянка (хижа)
Вижте пояснителната страница за други значения на Славянка.
„Славянка“ е хижа в планината Славянка (Али Ботуш). Разположена е на около 1040 m н.в., на около 1 км източно от Парилската седловина по стария път между селата Голешово и Парил. Хижата се намира на около 70 метра северно от пътя, под нивото му, поради което е труднозабележима и лесно може да бъде подмината. До нея се отклоняват къса пътека на слизане от Парилската седловина и камионен път на изкачване от село Парил.
В миналото хижата е била гранична застава. Околният район на планините Пирин и Алиботуш са влизали в граничната зона с Република Гърция, и са били забранени за достъп.
Хижата представлява масивна едноетажна постройка с П-образна форма и прилежащи сервизни бараки. Водоснабдена е и електрифицирана. Разполага с около 25 места, разпределени в стаи с 3 и повече легла. Има общ санитарен възел.

## Туристически маршрути
Благодарение на местоположението си хижа Славянка е удобно място за отсядане при преходи между западните и източните райони на планината Алботуш, и ключово място за достъп до южния дял на Пирин планина.
- основният пункт за достигане на хижата е село Парил, разположено на 3.1 км на изток от нея. До село Парил води 18.2 km третокласен междуселски път, който се отклонява от пътя II-19 (Разлог – Банско – Гоце Делчев – Садово) при село Копривлен.

- до хижа Извора. Намира се на 3 часа път пеша (15.5) км западно от хижа Славянка по традиционния път между селата Петрово, Голешово и Парил.

- през Южен Пирин до седловината Папазчаир (6 часа). Маршрутът – маркиран в червено, част от E4 – е прокаран по 20 км подбилен камионен път между Парилската седловина и Папазчаир.

- до Голям Царев връх (3:30 часа). Маршрутът е маркиран в червено в участъка от Парилската седловина до върха – продължение на подбилния път от Папазчаир. Пътеката върви през букова гора, която постепенно се замества от черен бор и черна мура. Стига до местността Вапата и излиза на рида в местността Горното Койнаре под връх Шилигарник (Койнар). След Горното Койнаре пътеката извива на югозапад и след стръмно изкачване през черномурова гора излиза на главното било северно от Цари връх (2183 м н.в.). През зимата пътеката е лавиноопасна в горната си част – над горския пояс преди върха.